# Nazism ezoteric
Nazismul ezoteric este un termen generic utilizat în descrierea a diferite interpretări mistice și adapătări ale ideologiei naziste în perioada de după cel de-al Doilea Război Mondial. După 1945, elementele ezoterice ale celui de-al Treilea Reich au fost adoptat de câtre noile religii völkisch ale naționalismului alb.

## Adepți importanți

### Savitri Devi
Scriitoarea greacă Savitri Devi a reprezentat primul exponent important din perioada post-belică a ceea ce a devenit cunoscut drept Hitlerism esoteric. Conform acestei ideologii, în urma distrugerii celui de-al Treilea Reich și sinuciderii lui Hitler la sfârșitul războiului, acesta din urmă ar putea fi deificat. Devi a asociat ideologia ariană a lui Hitler cu aceea a panhinduismului specific Mișcării de Independență a Indienilor și cu activiști precum Subhas Chandra Bose. Pentru ea, svastica reprezenta un simbol important deoarece reprezenta unitatea ariană a hindușilor și germanilor. Savitri Devi era, mai presus de orice, interesată de sistemul indian de caste pe care îl considera drept modelul legilor rasiale prin care se urmărea guvernarea segregării diferitelor rase și menționerii purității sângelui arianilor. Caracteriza supraviețuirea minorității albe din Bramans în cadrul unei populații enorme de diferite rase indiene timp de șase secole drept un omagiu adus valorii sistemului castelor ariane. Savitri Devi a implementat nazismul într-un cadru ciclic mai larg al istoriei hinduse. Îl considera pe Hitler cel de-al nouălea Avatar a lui Vișnu și îl numea „individul zeificat al timpurilor noastre; Omul împotriva Timpului; cel mai mare European din toate timpurile”, având o imagine ideală a reîntoarcerii poporului său arian la un timp mai perfect și mijloacele necesare luptei împotriva forțelor distrugătoare „în Timp”. A considerat eșecul - și acapararea procesului de materializare a perspectivei sale – drept consecință a firii sale „prea mărinimoase, prea încrezătoare, prea bune”, faptului că nu a fost suficient de nemilos, că a avut în „psihicul său prea mult „soare” și nu suficientă „străfulgerare”, spre deosebire de viitoarea sa reîncarnare:
„Kalki” va acționa cu o cruzime fără precedent. Spre deosebire de Adolf Hitler, El nu va cruța nici măcar un singur inamic al Cauzei divine: nici măcar unul singur din inamicii săi, însă nici din cei indiferenți, din cei oportuniști, din cei eretici din punct de vedere ideologic, din cei ilegitimi din punct de vedere rasial, din cei bolnavi, din cei nehotărâți, din cei prea-oameni; nici măcar unul dintre cei care poartă semnul Vremurilor decăzute în trup sau în caracter sau în minte.

### Robert Charroux
Spre deosebire de majoritatea susținătorilor teoriei astronauților antici, Robert Charroux a fost puternic interesat de rasialism. Conform afirmațiilor lui Charroux, Hiperboreea era situată între Islanda și Groenlanda și reprezenta casa rasei nordice albe cu păr blond și ochi albaștri. Charroux declara că această rasă avea origini extraterestre, fiind aduși de pe o planetă situată departe de soare. De asemenea, acesta susținea că rasa albă a hiperboreenilor și urmașii acestora, celții, au dominat întreaga lume în trecutul antic. Unele dintre aceste declarații au influențat credințele nazismului esoteric precum bibliografia lui Miguel Serrano.

### Miguel Serrano
Următoare figură importantă în hitlerismul esoteric este Miguel Seranno, un fost diplomat de origine chiliană. Autorul a numeroase lucrări printre care regăsim The Golden Ribbon: Esoteric Hitlerism (1978) și Adolf Hitler, the Last Avatar (1984), Seranno face parte din adepții esoterismului nazist care caracterizau „sângele arian” ca având origine extraterestră: 
Seranno găsește dovezi mitologice care susțin origine extraterestre ale omului în nefilimii din cartea Genezei... Seranno sugerează că apariția subită a omului de cro-magnon cu realizările sale artistice și culturale în Europa preistorică consemnează trecerea unei anume rase descendente din divya printre extrem de inferiorii oameni de Neandethal, o abominație și creație vădită a demiurgului... Dintre toate rasele de pe pământ, arianii singuri conservă memoria urmașilor divini în propriul sânge nobil, încă amestecat cu lumina Soarelui Negru. Toate celelalte rase sunt progeniturile omului-bestie – creat de demiurg - nativ acestei planete.

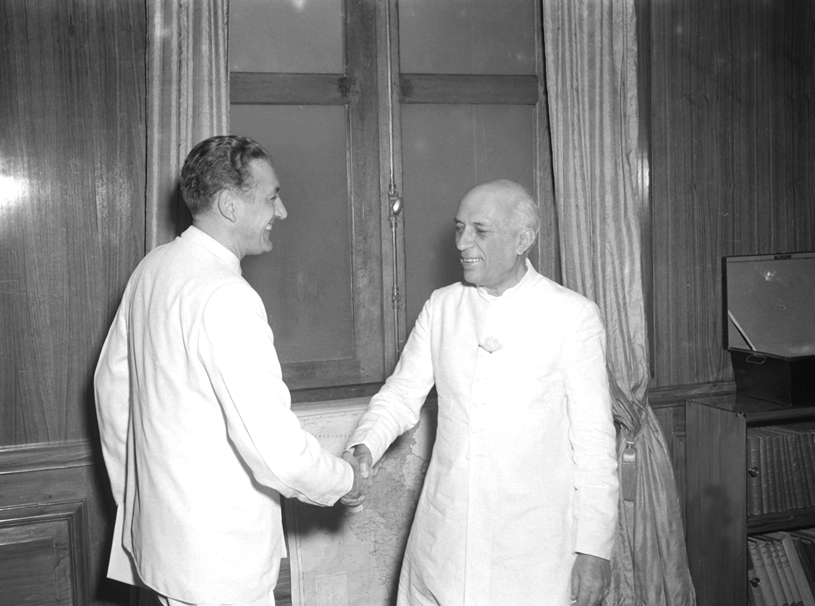
Miguel Serrano (stânga) alături de prim-ministrul Indiei, Jawaharlal Nehru.

Serrano sprijină această idee pe diferite mituri care asociază originea divină cu poporul „arian”, inclusiv pe cea a mitului aztec a lui Quetzalcoatl, personificarea lui Venus. De asemenea, acesta citează respectabila, însă nu și foarte acceptata, ipoteză științifică a lui Bal Gangadhar Tilak cu privire la patria arctică a indo-arianilor cu scopul de a idntifica centrul pământesc al migrației ariane cu Hiperboreea, continentul arctic „pierdut”. Astfel, zeii extraterești ai lui Serrano sunt identificați ca fiind hiperboreeni. În încercarea de a accentua dezvoltarea spirituală a raselor pământene, hiperboreenii divyas (termen din limba sanscrită care înseamnă „oameni-zei”) au suferit un tragic regres. Extinzându-și discuțiile în baza unei povești din Cartea lui Enoh, Serrano deplânge decizia unui grup renegat de zei de a reproduce cu rasele terestre, diluând astfel sângele binefăcătorilor și diminuând nivelul de conștientizare divină de pe planetă.

Conceptul de Hiperboreea are concomitent semnificație rasială și mistică pentru Serrano. Acesta crede că Hitlera era în Shambala, un centru subteran în Antarctica (situat înainte la Polul Nord și în Tibet), unde se afla în contact cu zeii hiperboreeni și de unde va reveni într-o zi urmat de flotă de obiecte zburătoare neidentificate cu scopul de a conduce forțele luminii – hiperboreenii, uneori asociați cu Vril – împotriva forțelor întunericului – evreii care-l slăvesc pe Iehova – într-un conflict final în urma căruia va fi întemeiat cel de-al Patrulea Reich.
Serrano este adeptul tradiției gnostice a catarismului (fl. 1025 – 1244) prin identificarea demiurgului diavolesc drept Iehova, Dumnezeul Vechiului Testament. În calitate de dualiști ai Evului Mediu, acești eretici ai secolului unsprezece l-au respins pe Iehova ca fiind un zeu fals și un simplu meșteșugar în comparație cu adevăraul Dumnzezeu care transcende tărâmul nostru pământesc. Această doctrină gnostică avea implicații periculoase pentru evrei. Dat fiind faptul că Iehova era o divinitate tribală a evreilor, evreii erau considerați adepți ai diavolului. Caracterizând poporul evreu drept copii ai Satanei, erezia catarilor ridica antisemitismul la statutul de doctrină teologică fundamentată pe o vastă cosmologie. Dacă arianii hiperboreeni reprezintă arhetipul și sângele urmașilor divyas din Soarele Negru, atunci arhetipul Lordului Întunericului necesită o rasă antagonică. Demiurgul a cautat și găsit cel mai potrivit agent pentru arhetipul său în evrei.
După cum teologii Frederick C. Grant și Huam Maccoby accentuează, în perspectiva gnosticilor dualiști „evreii sunt considerați drept poporul special al Demiurgului și aveau ca rol istoric împiedicarea muncii eliberatoare a emisarilor Marelui Dumnezeu”. Serrano l-a considerat deci pe Hitler ca fiind unul dintre cei mai mari emisari ai acestui Mare Dumnezeu, respins și crucificat de către tirania mulțimii evreicizate asemenea celorlalți luciferi. Acesta avea un loc special în ideologia sa pentru SS pe care, în căutarea lor de a recrea antica rasă a oamenilor-zei ariani, îi considera ca fiind amorali și prin urmare legitimi, urmând exemplul violenței mizantropice predată în textul Bhagavad Gita.

### Inconștientul colectiv arian
În lucrarea Black Sun, Nicholas Goodrick-Clarke preciza că psihanalistul Carl Gustav Jung îl descria pe Hitler ca fiind „posedat de arhetipul inconștientului arian colectiv și nu se putea opune comenzilor vocii interioare”. Într-o serie de interviuri realizate între 1936 și 1939, Jung l-a caracterizat pe Hitler drept un model, deseori manifestându-se până la excluderea integrală a propriei sale personalități. „Hitler este un vas spiritual, o semi-divinitate; mai mult, un mit. Benito Mussolini este un om ... mesia Germaniei care predă virtutea sabiei. Vocea pe care o aude este aceea a inconștientului colectiv al rasei sale”.
Ideea lui Jung conform căreia Hitler materializează inconștientul arian colectiv l-a interesat și influențat puternic pe Miguel Serrano care a concluzionat mai târziu că Jung doar psihologiza anticul, misterul sacru al posesiunii arhetipale de către zei, puteri metafizice independente care guvernează rasele și ocazional le posedează membrii. O teză ezoterică similară este susținută de Michael Moynihan în lucrarea Lords of Chaos.

## Teorii ale conspirației și pseudoștiință
Lucrările lui Miguel Serrano, Savitri Devi și a altor susținători ai nazismului esoteric au reprezentat fundamenul unor lucrări care asociază credințele rasei ariane și scenariile evadării naziștilor cu teorii conspiraționiste despre civilizații intraterestre și noua ordine mondială. Din 1945, scriitorii neonaziști au propus Shambhala și steaua Aldebaran ca fiind patria arianilor. Lucrarea Arktos: The Polar Myth in Science, Symbolism, and Nazi Survival redactată de învățatul Joscelyn Godwin discută teoriile pseudoștiințifice legate de existența unor elemente naziste în Antarctica. Godwin și alți autori, precum Nicholas Goodrick-Clarke, au discutat conexiunile dintre nazismul ezoteric și energia Vril, enigmaticele civilizații Shambhala și Agartha, bazele OZN subpământene, respectiv presupusa supraviețuire a lui Hitler și a SS-ului în oazele subterane din Antarctica în New Swabia sau în alianță cu hiperboreenii din lumea subterană.

## Legături cu neopăgânismul
Organizații precum Armanen-Ordern reprezintă dezvoltări semnificative ale esoterismului neopăgân și „ariosophiei” imediat după încheierea celui de-al Doilea Război Mondial, însă nu toate constituie forme ale esoterismului nazist. Unele grupuri europene nordice neopăgâne – de exemplu, Theods, Ásatrúarfélagið și  Viðartrúar – au declarat explicit că neonazismul nu este comun printre membrii acestora. Pe de altă parte, există și organizații neopăgâne cu legături neonaziste precum Artgemeinschaft sau Heathen Front, iar atracția a numeroși neonaziști față de păgânismul germanic rămâne o problemă particulară în Germania.

## Mișcările neo-völkisch
Există o mică rețea contemporană de formații muzicale care combină neofascismul și satanismul. Aceste grupuri pot fi găsite în Marea Britanie, Franța și Noua Zelandă sub denumiri precum „Black Order” sau „Infernal Alliance”. Acestea sunt inspirate de ezoterismul hitlerist al lui Miguel Serrano și militează în favoarea neotribalismul antimodern și „tradiționalismului” specific idealurilor mistice „păgâne” ale Nouvelle Droite, gândire politică propusă de Alain de Benoist și inspirată de Julius Evola. Temele ezoterice, inclusiv referințe la artefacte ca lancea lui Longinus, sunt deseori întâlnite în muzica neonazistă (e.g. Rock Against Communism) și în special în black metalul național socialist.